# Amasa Dana

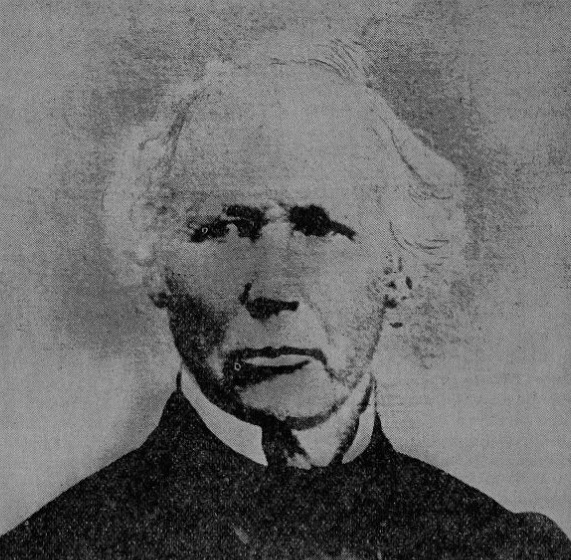
Amasa Dana

Amasa Dana (* 19. Oktober 1792 in Wilkes-Barre, Pennsylvania; † 24. Dezember 1867 in Ithaca, New York) war ein US-amerikanischer Jurist und Politiker. Zwischen 1839 und 1841 vertrat er den Bundesstaat New York im US-Repräsentantenhaus.

## Werdegang
Amasa Dana wurde ungefähr neun Jahre nach dem Ende des Unabhängigkeitskrieges im Luzerne County geboren. Er besuchte Privatschulen und die Dana Academy in Wilkes-Barre. Danach studierte er Jura in Owego. Nach dem Erhalt seiner Zulassung als Anwalt 1817 begann er zu praktizieren. 1821 zog er nach Ithaca. Dort ging er weiter einer Beschäftigung als Anwalt nach. Zwischen 1823 und 1837 war er Bezirksstaatsanwalt im Tompkins County. Dana saß 1828 und 1829 in der New York State Assembly. Er war 1835, 1836 und 1839 Präsident und Trustee in der Village von Ithaca. Man wählte ihn 1837 zum Richter am Court of Common Pleas vom Tompkins County. Politisch gehörte er der Demokratischen Partei an.
Bei den Kongresswahlen des Jahres 1838 für den 26. Kongress wurde Dana im 22. Wahlbezirk von New York in das US-Repräsentantenhaus in Washington, D.C. gewählt, wo er am 4. März 1839 die Nachfolge von Cyrus Beers und Hiram Gray antrat, welche zuvor zusammen den 22. Distrikt im US-Repräsentantenhaus vertraten. Da er auf eine erneute Kandidatur 1840 verzichtete, schied er nach dem 3. März 1841 aus dem Kongress aus.
Nach seiner Kongresszeit ging er wieder seiner Tätigkeit als Anwalt nach.
1842 kandidierte er im 26. Wahlbezirk von New York für den 28. Kongress. Nach einer erfolgreichen Wahl trat er am 4. März 1843 die Nachfolge von Francis Granger an. Er schied nach dem 3. März 1845 aus dem Kongress aus. Während seiner Kongresszeit hatte er den Vorsitz über das Committee on Expenditures im United States Department of the Navy.
Danach war er wieder als Anwalt tätig, ging aber auch Bankgeschäften nach. Er verstarb ungefähr zwei Jahre nach dem Ende des Bürgerkrieges in Ithaca und wurde dann auf dem Stadtfriedhof beigesetzt.